# Saint-Pardoux (Puy-de-Dôme)
Saint-Pardoux è un comune francese di 427 abitanti situato nel dipartimento del Puy-de-Dôme nella regione dell'Alvernia-Rodano-Alpi.

## Società

### Evoluzione demografica
Abitanti censiti